# Lijst van afgelaste Formule 1 Grand Prix-wedstrijden
Dit is een Lijst van afgelaste Formule 1 Grand Prix-wedstrijden.

Tevens worden wedstrijden opgesomd die niet werden afgelast maar op een ander circuit werden gereden, als een andere klasse werden gereden of tot niet-kampioenschapraces verklaard werden.

## Grands Prix afgelast
| Jaar | Grand Prix                      | Circuit                                                                     | Plaats                                 | Originele datum   | Reden |
| ---- | ------------------------------- | --------------------------------------------------------------------------- | -------------------------------------- | ----------------- | --- |
| 1952 | GP van Spanje                   | Circuit Pedralbes                                                           | Barcelona                              | 26 oktober 1952   | Geldproblemen bij de organisatie |
| 1953 | GP van Spanje                   | Circuit Pedralbes                                                           | Barcelona                              | 25 oktober 1953   | Geldproblemen bij de organisatie |
| 1954 | GP van Nederland                | Circuit Park Zandvoort                                                      | Zandvoort                              | 6 juni 1954       | Tekort op de begroting om de Formule 1-race te kunnen organiseren |
| 1955 | GP van Frankrijk                | Circuit Reims-Gueux                                                         | Reims                                  | 3 juli 1955       | Ramp 24 uur van Le Mans 1955 |
| 1955 | GP van Duitsland                | Nürburgring Nordschleife                                                    | Nürburg                                | 31 juli 1955      | Ramp 24 uur van Le Mans 1955 |
| 1955 | GP van Zwitserland              | Stratencircuit Bremgarten                                                   | Bern                                   | 21 augustus 1955  | Ramp 24 uur van Le Mans 1955 |
| 1955 | GP van Spanje                   | Circuit Pedralbes                                                           | Barcelona                              | 23 oktober 1955   | Ramp 24 uur van Le Mans 1955 |
| 1956 | GP van Nederland                | Circuit Park Zandvoort                                                      | Zandvoort                              | 17 juni 1956      | Hoge olieprijzen door de Suezcrisis |
| 1956 | GP van Zwitserland              | Stratencircuit Bremgarten                                                   | Bern                                   | 19 augustus 1956  | Zwitserland had autoraces in de ban gedaan na de ramp in de 24 uur van Le Mans |
| 1956 | GP van Spanje                   | Circuit Pedralbes                                                           | Barcelona                              | 21 oktober 1956   | Hoge olieprijzen door de Suezcrisis |
| 1957 | GP van België                   | Circuit de Spa-Francorchamps                                                | Stavelot                               | 6 juni 1957       | Hoge olieprijzen door de Suezcrisis |
| 1957 | GP van Nederland                | Circuit Park Zandvoort                                                      | Zandvoort                              | 20 juni 1957      | Hoge olieprijzen door de Suezcrisis alsmede onenigheid over startgelden |
| 1957 | GP van Spanje                   | Circuit Pedralbes                                                           | Barcelona                              | 20 oktober 1957   | Hoge olieprijzen door de Suezcrisis |
| 1959 | GP van Argentinië               | Autódromo Municipal Ciudad de Buenos Aires                                  | Buenos Aires                           | 25 januari 1959   | Gebrek aan interesse in Argentinië nadat de Argentijnse Formule1-coureurs Fangio en González waren gestopt met racen |
| 1959 | GP van België                   | Circuit de Spa-Francorchamps                                                | Stavelot                               | 14 juni 1959      | Onenigheid over startgelden |
| 1959 | GP van Marokko                  | Ain-Diab Circuit                                                            | Ain Diab                               | 11 oktober 1959   | Geldproblemen bij de organisatie |
| 1960 | GP van Marokko                  | Ain-Diab Circuit                                                            | Ain Diab                               | 1 oktober 1960    | Geldproblemen bij de organisatie |
| 1961 | GP van Marokko                  | Ain-Diab Circuit                                                            | Ain Diab                               | 29 oktober 1961   | Geldproblemen bij de organisatie |
| 1964 | GP van Zuid-Afrika              | Prince George Circuit                                                       | Oos-Londen                             | 26 december 1964  | Werd afgelast en een week later verreden als eerste Grand Prix van het seizoen 1965 |
| 1965 | GP van Oostenrijk               | Zeltweg Luchthaven Circuit                                                  | Zeltweg                                | 22 augustus 1965  | Klachten van teams en coureurs over de ruwe staat van het asfalt op het circuit |
| 1969 | GP van België                   | Circuit de Spa-Francorchamps                                                | Stavelot                               | 8 juni 1969       | Er werden geen investeringen gedaan om de veiligheid te verbeteren, de inspectie van het circuit door Jackie Stewart leverde ook een negatief oordeel op over de veiligheid                                                                                                |
| 1971 | GP van Argentinië               | Autódromo Municipal del Parque Almirante Brown de la Ciudad de Buenos Aires | Buenos Aires                           | 24 januari 1971   | Stond op de voorlopige kalender als seizoensopener op 24 januari. Dit was waarschijnlijk een fout want het circuit moest zich eerst weer bewijzen met een niet-kampioenschapsrace op die datum na een afwezigheid van tien jaar in de Formule 1                            |
| 1971 | GP van België                   | Circuit de Spa-Francorchamps                                                | Stavelot                               | 6 juni 1971       | Er was niet genoeg gedaan om de veiligheid van de coureurs te garanderen |
| 1971 | GP van Mexico                   | Magdalena Mixhuca Circuit                                                   | Mexico-Stad                            | 24 oktober 1971   | Organisatorische problemen, gebrek aan interesse door de dood op 11 juli 1971 van de Mexicaanse coureur Pedro Rodríguez en zorgen over de veiligheid van de grote hoeveelheid toeschouwers die in 1970 op het gras pal naast de baan zaten en zelfs het circuit overstaken |
| 1972 | GP van de Verenigde Staten West | Ontario Motor Speedway                                                      | Ontario (Californië)                   | 9 april 1972      | Er was niet aan de eis van de FIA voldaan eerst een test race te houden op het circuit, verder was er een gebrek aan sponsors om de race mogelijk te maken |
| 1972 | GP van Nederland                | Circuit Park Zandvoort                                                      | Zandvoort                              | 18 juni 1972      | Werkzaamheden om de veiligheid te garanderen konden niet op tijd worden afgerond |
| 1972 | GP van Mexico                   | Magdalena Mixhuca Circuit                                                   | Mexico-Stad                            | 22 oktober 1972   | Werd in juli afgelast vanwege gebrek aan interesse nadat de Mexicaan Pedro Rodríguez in 1971 door een race ongeluk was overleden |
| 1973 | GP van de Verenigde Staten West | Ontario Motor Speedway                                                      | Ontario (Californië)                   | 21 oktober 1973   | Gebrek aan sponsorgelden |
| 1975 | GP van Portugal                 | Autódromo do Estoril                                                        | Estoril                                | 6 april 1975      | Het circuit in Estoril voldeed niet aan de vereisten van de Formule 1 |
| 1975 | GP van Canada                   | Mosport Park                                                                | Bowmanville (Ontario)                  | 21 september 1975 | Formula One Constructors' Association (FOCA) meldde dat Mosport de contributie en kosten voor transport te laat had betaald |
| 1976 | GP van Argentinië               | Autódromo Municipal del Parque Almirante Brown de la Ciudad de Buenos Aires | Buenos Aires                           | 11 januari 1976   | Politieke onrust in Argentinië en de installatie van de militaire junta aldaar |
| 1978 | GP van Japan                    | Suzuka International Racing Course                                          | Suzuka                                 | 16 april 1978     | Fuji had een aflopend contract, de race in Suzuka werd om onduidelijke redenen afgelast |
| 1979 | GP van Zweden                   | Scandinavian Raceway                                                        | Anderstorp                             | 17 juni 1979      | Weinig enthousiasme na de dood van de Zweedse coureurs Peterson en Nilsson in 1978 |
| 1980 | GP van Mexico                   | Autódromo Hermanos Rodríguez                                                | Mexico-Stad                            | 13 april 1980     | Het circuit in Mexico-Stad was niet op tijd gerenoveerd |
| 1980 | GP van Zweden                   | Scandinavian Raceway                                                        | Anderstorp                             | 14 juni 1980      | Weinig enthousiasme na de dood van de Zweedse coureurs Peterson en Nilsson in 1978. Er zou nooit meer een Grand Prix in Zweden verreden worden |
| 1980 | GP van Las Vegas                | Caesars Palace Grand Prix Circuit                                           | Las Vegas (Nevada)                     | 2 november 1980   | De Grand Prix van Las Vegas werd afgelast en verschoven naar 1981 |
| 1981 | GP van de Verenigde Staten      | Watkins Glen International                                                  | Watkins Glen (New York)                | 4 oktober 1981    | In mei afgelast na faillissement van de organisatie van de race |
| 1982 | GP van Argentinië               | Autódromo Municipal del Parque Almirante Brown de la Ciudad de Buenos Aires | Buenos Aires                           | 7 maart 1982      | Politieke onrust in Argentinië, ook hadden sponsors zich teruggetrokken na de staking van de coureurs tijdens de eerste race Grand Prix van 1982 in Zuid-Afrika in januari                                                                                                 |
| 1982 | GP van Spanje                   | Circuito Permanente del Jarama                                              | San Sebastián de los Reyes             | 27 juni 1982      | Zorgen om de veiligheid en verouderde faciliteiten en een lokaal organisatorisch geschil |
| 1982 | GP van Australië                | Ravenhall                                                                   | Melbourne                              | 3 oktober 1982    | De Grand Prix was een reserve race die eventueel gehouden kon worden in Ravenhall |
| 1983 | GP van Argentinië               | Autódromo Municipal del Parque Almirante Brown de la Ciudad de Buenos Aires | Buenos Aires                           | 30 januari 1983   | Onduidelijk |
| 1983 | GP van Zwitserland              | Circuit de Dijon-Prenois                                                    | Dijon                                  | 9 juli 1983       | De Zwitserse tv wilde de Grand Prix (op Frans grondgebied) niet buiten eigen land uitzenden. De Franse tv wilde alleen de Grand Prix van Frankrijk uitzenden |
| 1983 | GP van de Sovjet-Unie           | Stratencircuit Moskou                                                       | Moskou                                 | 21 augustus 1983  | Bureaucratische belemmeringen |
| 1983 | GP van de Verenigde Staten      | Flushing Meadows Circuit                                                    | New York (New York)                    | 25 september 1983 | Milieuprotesten, gebrek aan sponsor en televisie inzet, vervangen door de GP van Europa |
| 1983 | GP van Las Vegas                | Caesars Palace Grand Prix Circuit                                           | Las Vegas (Nevada)                     | 9 oktober 1983    | Niet genoeg uitzendrechten op tv |
| 1984 | GP van de Verenigde Staten      | Flushing Meadows Circuit                                                    | New York (New York)                    | 23 september 1984 | Afgelast na een niet succesvolle CART-wedstrijd op het nabij gelegen Meadowlands Sports Complex |
| 1984 | GP van Hongarije                | Népliget Park Circuit                                                       | Boedapest                              | 7 oktober 1984    | De plannen voor de race in het park waren moeilijk uitvoerbaar, vervangen door de Grand Prix van Europa |
| 1984 | GP van Spanje                   | Stratenircuit Fuengirola                                                    | Fuengirola                             | 21 oktober 1984   | Begrotingsproblemen, vervangen door de Grand Prix van Portugal |
| 1985 | GP van Dallas                   | Fair Park Circuit                                                           | Dallas (Texas)                         | 24 maart 1985     | Zorgen om de veiligheid en financiële problemen bij de organisatie |
| 1985 | GP van Japan                    | Circuit Suzuka                                                              | Suzuka                                 | 7 april 1985      | Stond op de voorlopige kalender, aanpassen van het Suzuku circuit kostte te veel tijd |
| 1985 | GP van Hongarije                | Népliget Park Circuit                                                       | Boedapest                              | 22 september 1985 | Stond op de voorlopige kalender, de plannen voor de race in het park waren moeilijk uitvoerbaar. De eerste GP van Hongarije werd op de nieuwe Hungaroring in Mogyoród gehouden in 1986                                                                                     |
| 1985 | GP van de Verenigde Staten      | Flushing Meadows Circuit                                                    | New York (New York)                    | 22 september 1985 | Voor de derde keer op rij vervangen door de Grand Prix van Europa |
| 1985 | GP van Spanje                   | Stratenircuit Fuengirola                                                    | Fuengirola                             | 13 oktober 1985   | Stond op de voorlopige kalender. Organisatorische problemen |
| 1985 | GP van Mexico                   | Autódromo Hermanos Rodríguez                                                | Mexico-Stad                            | 17 november 1985  | Afgelast vanwege de aardbeving die Mexico-Stad trof op 19 september |
| 1986 | GP van Argentinië               | Autódromo Municipal del Parque Almirante Brown de la Ciudad de Buenos Aires | Buenos Aires                           | 9 maart 1986      | Problemen om de organisatie rond te krijgen, gebrek aan sponsors en het ontbreken van Argentijnse coureurs in het kampioenschap |
| 1986 | GP van Japan                    | Circuit Suzuka                                                              | Suzuka                                 | 6 april 1986      | Aanpassen van het Suzuku circuit kostte te veel tijd |
| 1986 | GP van Nederland                | Circuit Park Zandvoort                                                      | Zandvoort                              | 31 augustus 1986  | De Circuit Exploitatie Nederlandse Autorensport Vereniging (CENAV), de eigenaar van het circuit, zat in financiële problemen en ging in 1987 failliet |
| 1986 | GP van Zuid-Afrika              | Kyalami Grand Prix Circuit                                                  | Midrand                                | 26 oktober 1986   | Apartheid en omdat in 1985 al vele tv-stations de race niet uitzonden |
| 1987 | GP van Canada                   | Circuit Gilles Villeneuve                                                   | Montreal (Quebec)                      | 14 juni 1987      | Onenigheid tussen twee sponsoren: de rivaliserende brouwerijen Labatt en Molson |
| 1988 | GP van Oostenrijk               | Österreichring                                                              | Spielberg                              | 14 augustus 1988  | Veiligheid, het smalle rechte stuk leidde tot twee herstarts in 1987. Ook was er nog geen nieuwe asfaltlaag op het circuit aangebracht |
| 1992 | GP van de Verenigde Staten      | Stratencircuit Phoenix                                                      | Phoenix (Arizona)                      | 15 maart 1992     | Organisatie en Fédération Internationale de l'Automobile (FIA) kwamen in oktober 1991 overeen om de GP van de Verenigde Staten af te gelasten |
| 1992 | GP van Oostenrijk               | Österreichring                                                              | Spielberg                              | 16 augustus 1992  | Financiële problemen |
| 1992 | GP van Europa                   | Circuito Permanente de Jerez                                                | Jerez de la Frontera                   | 4 oktober 1992    | Onduidelijk |
| 1993 | GP van Mexico                   | Autódromo Hermanos Rodríguez                                                | Mexico-Stad                            | 11 april 1993     | Zorgen om de veiligheid, zeer hobbelig circuit, vervangen door de GP van Azië |
| 1993 | GP van Azië                     | Autopolis                                                                   | Hita                                   | 4 april 1993      | Financiële problemen bij de organisatie, de vervanger van de Grand Prix van Mexico werd op zijn beurt vervangen door de Grand Prix van Europa |
| 1994 | GP van Zuid-Afrika              | Kyalami Grand Prix Circuit                                                  | Midrand                                | 13 maart 1994     | De nieuwe eigenaren van het Kyalami circuit, de Automobile Association of South Africa, vonden de organisatie van een Formule 1-race te kostbaar |
| 1994 | GP van Europa                   | Donington Park                                                              | Castle Donington                       | 17 april 1994     | De GP van Europa werd afgelast en vervangen door de GP van de Pacific. Later kwam de GP van Europa toch op de kalender maar werd verreden op het circuit van Jerez in Spanje ter vervanging van de afgelaste GP van Argentinië                                             |
| 1994 | GP van Argentinië               | Autódromo Oscar Alfredo Gálvez                                              | Buenos Aires                           | 16 oktober 1994   | Op 1 juni 1994 werd de Grand Prix afgelast, de werkzaamheden om het circuit te moderniseren konden namelijk niet op tijd klaar zijn, vervangen door de GP van Europa in Jerez                                                                                              |
| 1996 | GP van de Pacific               | Sentul International Circuit                                                | Sentul                                 | 13 oktober 1996   | De Grand Prix van de Pacific (in 1994 en 1995 verreden op het TI Circuit Aida in Japan) werd afgelast omdat het Sentul circuit ongeschikt bleek voor de Formule 1 door te krappe bochten                                                                                   |
| 1997 | GP van Portugal                 | Autódromo do Estoril                                                        | Estoril                                | 26 oktober 1997   | De eigenaar van het circuit wilde geen geld steken in verbeteringen aan het circuit, de staat nam het circuit over maar slaagde er niet in het circuit op tijd veiliger te maken, de race werd vervangen door de GP van Europa in Jerez                                    |
| 1998 | GP van Portugal                 | Autódromo do Estoril                                                        | Estoril                                | 11 oktober 1998   | De regering van Portugal die het circuit in 1997 had overgenomen weigerde te betalen voor de veiligheidsverbeteringen aan het circuit die dringend nodig waren |
| 1999 | GP van China                    | Zhuhai International Circuit                                                | Zhuhai                                 | 21 maart 1999     | Door problemen bij de organisatie werd de race van de kalender gehaald, vrachtvliegtuigen zouden niet snel genoeg gelost konden worden op de lokale luchthaven |
| 1999 | GP van Argentinië               | Autódromo Oscar Alfredo Gálvez                                              | Buenos Aires                           | 28 maart 1999     | De vervangende race voor de Grand Prix van China werd afgelast door financiële problemen en er kon geen overeenstemming worden bereikt met commerciële partijen |
| 2003 | GP van België                   | Circuit de Spa-Francorchamps                                                | Stavelot                               | 31 augustus 2003  | Teams en FIA willen met reclame rijden maar dat is met ingang van 1 augustus 2003 verboden, de FIA besloot Grand Prix af te gelasten |
| 2006 | GP van België                   | Circuit de Spa-Francorchamps                                                | Stavelot                               | 17 september 2006 | Investeringen nodig met name voor de vernieuwing van de paddocks. Die zijn niet langer conform aan de moderne normen. In 2007 kwam de Grand Prix weer terug op de kalender                                                                                                 |
| 2009 | GP van Canada                   | Circuit Gilles Villeneuve                                                   | Montreal (Quebec)                      | 7 juni 2009       | Gebrek aan sponsors en contractuele problemen, vervangen door de GP van Turkije |
| 2009 | GP van Frankrijk                | Circuit de Nevers Magny-Cours                                               | Magny-Cours                            | 28 juni 2009      | De regering trok de financiële steun voor de race in |
| 2011 | GP van Bahrein                  | Bahrain International Circuit                                               | Sakhir                                 | 13 maart 2011     | Politieke onrust en protesten in Bahrein |
| 2012 | GP van Turkije                  | Intercity Istanbul Park                                                     | Tuzla                                  | 6 mei 2012        | Geen overeenkomst voor een nieuw contract tussen Formula One Group en organisatie, van de kalender gehaald op 31 augustus 2011 |
| 2013 | GP van Amerika                  | Port Imperial Street Circuit                                                | Weehawken & West New York (New Jersey) | 16 juni 2013      | Bernie Ecclestone had geen vertrouwen in de organisatie vanwege de financiën en of de straten op tijd geschikt zouden zijn om te dienen als circuit |
| 2014 | GP van Korea                    | Korean International Circuit                                                | Yeongam                                | 27 april 2014     | Financiële problemen |
| 2014 | GP van Amerika                  | Port Imperial Street Circuit                                                | Weehawken & West New York (New Jersey) | 1 juni 2014       | Financiële problemen |
| 2014 | GP van Mexico                   | Autódromo Hermanos Rodríguez                                                | Mexico-Stad                            | 16 november 2014  | Werkzaamheden om circuit op tijd klaar te krijgen duren langer dan verwacht |
| 2015 | GP van Korea                    | Korean International Circuit                                                | Yeongam                                | 3 mei 2015        | De organisatie besloot de Grand Prix niet te organiseren ondanks een verrassingstoevoeging op de kalender in december 2014. De race verdween weer van de kalender in januari 2015                                                                                          |
| 2015 | GP van Duitsland                | Nürburgring                                                                 | Nürburg                                | 19 juli 2015      | Grand Prix organisatie kon geen overeenkomst krijgen met Bernie Ecclestone waardoor er een patstelling kwam omdat ook de Hockenheimring geen race wilde organiseren, hierdoor was er voor het eerst sinds 1960 geen Grand Prix-wedstrijd in Duitsland                      |
| 2017 | GP van Duitsland                | Hockenheimring                                                              | Hockenheim                             | 30 juli 2017      | Eigenaren van het circuit wilden niet elk jaar een race organiseren (vanwege de financiën), een Grand Prix om en om op de Hockenheimring en de Nürburgring gebeurde niet meer                                                                                              |
| 2020 | GP van Australië                | Melbourne Grand Prix Circuit                                                | Melbourne                              | 15 maart 2020     | Coronapandemie |
| 2020 | GP van Vietnam                  | Hanoi Circuit                                                               | Hanoi                                  | 5 april 2020      | Coronapandemie |
| 2020 | GP van China                    | Shanghai International Circuit                                              | Shanghai                               | 19 april 2020     | Coronapandemie |
| 2020 | GP van Nederland                | Circuit Zandvoort                                                           | Zandvoort                              | 3 mei 2020        | Coronapandemie |
| 2020 | GP van Monaco                   | Circuit de Monaco                                                           | Monte Carlo                            | 24 mei 2020       | Coronapandemie |
| 2020 | GP van Azerbeidzjan             | Baku City Circuit                                                           | Bakoe                                  | 7 juni 2020       | Coronapandemie |
| 2020 | GP van Canada                   | Circuit Gilles-Villeneuve                                                   | Montreal (Quebec)                      | 14 juni 2020      | Coronapandemie |
| 2020 | GP van Frankrijk                | Circuit Paul Ricard                                                         | Le Castellet                           | 28 juni 2020      | Coronapandemie |
| 2020 | GP van Singapore                | Marina Bay Street Circuit                                                   | Singapore                              | 20 september 2020 | Coronapandemie |
| 2020 | GP van Japan                    | Suzuka International Racing Course                                          | Suzuka                                 | 11 oktober 2020   | Coronapandemie |
| 2020 | GP van de Verenigde Staten      | Circuit of the Americas                                                     | Austin (Texas)                         | 25 oktober 2020   | Coronapandemie |
| 2020 | GP van Mexico-Stad              | Autódromo Hermanos Rodríguez                                                | Mexico-Stad                            | 1 november 2020   | Coronapandemie |
| 2020 | GP van Brazilië                 | Autódromo José Carlos Pace                                                  | São Paulo                              | 15 november 2020  | Coronapandemie |
| 2021 | GP van China                    | Shanghai International Circuit                                              | Shanghai                               | 11 april 2021     | Coronapandemie |
| 2021 | GP van Canada                   | Circuit Gilles-Villeneuve                                                   | Montreal (Quebec)                      | 13 juni 2021      | Coronapandemie |
| 2021 | GP van Singapore                | Marina Bay Street Circuit                                                   | Singapore                              | 3 oktober 2021    | Coronapandemie |
| 2021 | GP van Japan                    | Suzuka International Racing Course                                          | Suzuka                                 | 10 oktober 2021   | Coronapandemie |
| 2021 | GP van Australië                | Melbourne Grand Prix Circuit                                                | Melbourne                              | 21 november 2021  | Coronapandemie |
| 2022 | GP van Rusland                  | Sochi Autodrom                                                              | Sotsji                                 | 25 september 2022 | Sanctie naar aanleiding van de Russische invasie van Oekraïne |
| 2023 | GP van China                    | Shanghai International Circuit                                              | Shanghai                               | 16 april 2023     | Door de nog altijd geldende strenge Coronaregels in China afgelast. |
| 2023 | GP van Emilia-Romagna           | Autodromo Internazionale Enzo e Dino Ferrari                                | Imola                                  | 21 mei 2023       | Noodweer in Noord-Italië. |

## Grands Prix niet afgelast, op ander circuit verreden
- De Grand Prix van de Verenigde Staten in 1961 zou oorspronkelijk op de Riverside International Raceway in Riverside (Californië) verreden worden maar werd zes weken voor de geplande datum verplaatst naar het Watkins Glen International circuit onder andere vanwege verwachte bezoekersaantallen en prijsgeld.[14]
- De Grand Prix van Duitsland werd, vanwege de zorgen om veiligheid op de Nürburgring Nordschleife in Nürburg, in de jaren 1970 en 1977 verplaatst naar de Hockenheimring in Hockenheim.[14]
- De Grand Prix van Frankrijk werd in 1974 verplaatst van het Circuit de Charade in Clermont-Ferrand naar het Circuit de Dijon-Prenois omdat men het eerstgenoemde circuit te gevaarlijk vond.[14]
- De Grand Prix van Brazilië werd in 1980 verplaatst van het Circuit van Jacarepagua in Rio de Janeiro naar Interlagos in São Paulo omdat delen van het circuit dat op een moeras is gebouwd ernstige verzakkingen vertoonde en dit kon niet op tijd worden hersteld.[14]
- De Grand Prix van Brazilië werd een jaar later in omgekeerde richting verplaatst van Interlagos naar het Circuit van Jacarepagua, dit keer was het asfalt op het circuit in São Paulo niet in orde en er was ook een lange lijst met zorgen om de veiligheid, het verzakte circuit in Rio de Janeiro was inmiddels hersteld.[33]
- De Grand Prix van Europa in 1985 zou oorspronkelijk op een stratencircuit worden verreden in Rome in de wijk Esposizione Universale di Roma (EUR) op 13 oktober maar werd verplaatst naar Brands Hatch en een week eerder verreden.[2]
- De Grand Prix van Groot-Brittannië zou oorspronkelijk verreden worden op Donington Park maar werd verplaatst naar Silverstone vanwege financiële problemen.[34][35]

| Jaar | Grand Prix                 | Oorspronkelijk circuit          | Oorspronkelijke plaats | Vervangend circuit         | Vervangende plaats      | Datum           | Winnaar          | Constructeur     |
| ---- | -------------------------- | ------------------------------- | ---------------------- | -------------------------- | ----------------------- | --------------- | ---------------- | ---------------- |
| 1961 | GP van de Verenigde Staten | Riverside International Raceway | Riverside (Californië) | Watkins Glen International | Watkins Glen (New York) | 8 oktober 1961  | Innes Ireland    | Lotus-Climax     |
| 1970 | GP van Duitsland           | Nürburgring Nordschleife        | Nürburg                | Hockenheimring             | Hockenheim              | 2 augustus 1970 | Jochen Rindt     | Lotus-Ford       |
| 1974 | GP van Frankrijk           | Circuit de Charade              | Clermont-Ferrand       | Circuit de Dijon-Prenois   | Prenois                 | 7 juli 1974     | Ronnie Peterson  | Lotus-Ford       |
| 1977 | GP van Duitsland           | Nürburgring Nordschleife        | Nürburg                | Hockenheimring             | Hockenheim              | 31 juli 1977    | Niki Lauda       | Ferrari          |
| 1980 | GP van Brazilië            | Circuit van Jacarepaguá         | Rio de Janeiro         | Interlagos                 | São Paulo               | 27 januari 1980 | René Arnoux      | Renault          |
| 1981 | GP van Brazilië            | Interlagos                      | São Paulo              | Circuit van Jacarepaguá    | Rio de Janeiro          | 29 maart 1981   | Carlos Reutemann | Williams-Ford    |
| 1985 | Grand Prix van Europa      | Stratencircuit Rome             | Rome                   | Brands Hatch               | West Kingsdown          | 6 oktober 1985  | Nigel Mansell    | Williams-Honda   |
| 2010 | GP van Groot-Brittannië    | Donington Park                  | Castle Donington       | Silverstone Circuit        | Silverstone             | 11 juli 2010    | Mark Webber      | Red Bull-Renault |

## Grand Prix niet afgelast, maar als Formule 2-race verreden
De Grand Prix van Duitsland zou oorspronkelijk gehouden worden als Formule 1-race op het AVUS-circuit in Berlijn. In plaats daarvan werd de race op 31 juli verreden in de Formule 2-klasse op de Nürburgring Südschleife in Nürburg.
| Jaar | Grand Prix       | Oorspronkelijk circuit (Formule 1) | Oorspronkelijke plaats | Vervangend circuit (Formule 2) | Vervangende plaats | Datum        | Winnaar    | Constructeur |
| ---- | ---------------- | ---------------------------------- | ---------------------- | ------------------------------ | ------------------ | ------------ | ---------- | ------------ |
| 1960 | GP van Duitsland | AVUS                               | Berlijn                | Nürburgring Südschleife        | Nürburg            | 31 juli 1960 | Jo Bonnier | Porsche      |

## Grands Prix niet afgelast, verklaard tot niet-kampioenschapsraces
De Grand Prix van Spanje in 1980 en de Grand Prix van Zuid-Afrika 1981 werden niet afgelast en zoals gepland verreden. Er was echter onenigheid tussen de FISA en de FOCA over de grondeffect-aerodynamica. Er werd besloten dat de races niet onder FISA-reglementen gehouden zou worden en dus niet mee zou tellen voor voor het wereldkampioenschap. In Spanje besloten Ferrari, Renault en Alfa Romeo zich voor de race terug te trekken. Alfa Romeo, Ferrari, Ligier, Osella and Renault deden niet mee aan de race in Zuid-Afrika.
| Jaar | Grand Prix         | Circuit                        | Plaats                     | Datum           | Winnaar          | Constructeur |
| ---- | ------------------ | ------------------------------ | -------------------------- | --------------- | ---------------- | ------------ |
| 1980 | GP van Spanje      | Circuito Permanente del Jarama | San Sebastián de los Reyes | 1 juni 1980     | Alan Jones       | Williams     |
| 1981 | GP van Zuid-Afrika | Kyalami Grand Prix Circuit     | Midrand                    | 7 februari 1981 | Carlos Reutemann | Williams     |